# Killers (album, Kiss)
Killers je třetí kompilační album skupiny Kiss z roku 1982.Album obsahuje největší hity skupiny plus čtyři zcela nové písně.Nové songy vznikly na přání nahrávací společnosti která nebyla spokojena s komerčním výsledkem skupiny v roce 1981.Na albu pracoval jako kytarista místo Ace Frehleyho Bob Kulick,bratr Bruce Kulicka.Na obalu alba je ovšem stále Ace Frehley.

## Seznam skladeb
| Základní verze | Základní verze                   | Základní verze               | Základní verze | Základní verze |
| Pořadí         | Název                            | Autor                        | Hlavní zpěvák  | Délka          |
| -------------- | -------------------------------- | ---------------------------- | -------------- | -------------- |
| 1.             | I'm a Legend Tonight             | Paul Stanley / Mitchell      |                | 3:59           |
| 2.             | Down on Your Knees               | Stanley / Japp / Bryan Adams |                | 3:31           |
| 3.             | Cold Gin                         | Ace Frehley                  |                | 4:20           |
| 4.             | Love Gun                         | Stanley                      |                | 3:17           |
| 5.             | Shout It Out Loud (7" mix)       | Stanley / Simmons / Ezrin    |                | 2:40           |
| 6.             | Sure Know Something              | Stanley / Poncia             |                | 3:59           |
| 7.             | Nowhere to Run                   | Stanley                      |                | 4:32           |
| 8.             | Partners in Crime                | Stanley / Mitchell           |                | 3:45           |
| 9.             | Detroit Rock City (Edit)         | Stanley / Bob Ezrin          |                | 3:53           |
| 10.            | God of Thunder                   | Stanley                      |                | 4:11           |
| 11.            | I Was Made for Lovin' You (Edit) | Stanley / Poncia / Child     |                | 4:18           |
| 12.            | Rock and Roll All Nite (Live)    | Stanley / Gene Simmons       |                | 3:58           |
| Celková délka: | Celková délka:                   | Celková délka:               | Celková délka: | 46:35          |

## Obsazení
- Paul Stanley – rytmická kytara, zpěv
- Gene Simmons – basová kytara, zpěv
- Ace Frehley – sólová kytara, zpěv
- Peter Criss – bicí, zpěv
- Eric Carr – bicí, zpěv

## Hosté
- Anton Fig – bicí
- Bob Kulick – sólová kytara